# Las Ánimas (Guerrero)
Las Ánimas es una localidad del estado mexicano de Guerrero. Es parte del municipio de Tecoanapa.

## Demografía
| Gráfica de evolución demográfica |
|                                  |

| Censo | Población |
| ----- | --------- |
| 1900  | 213       |
| 1910  | 304       |
| 1921  | 313       |
| 1930  | 370       |
| 1940  | 418       |
| 1950  | 554       |
| 1960  | 675       |
| 1970  | 827       |
| 1980  | 1 141     |
| 1990  | 1 355     |
| 2000  | 1 583     |
| 2010  | 1 557     |
| 2020  | 1 565     |